# پشت‌پرچمی
پشت‌پرچمی (نام علمی: Semionotus) نام یک سرده از راسته پشت‌پرچمی‌سانان است.